# Rcp
rcp е команда за Unix базираните операционни системи, позволяваща отдалечено копиране на файлове от един компютър на друг. Обикновено ползва TCP/IP протокола и .rhosts файл за удостоверяване, но може да поддържа и Kerberos.
Както е обяснено в rlogin статията, rcp протоколът не е достатъчно сигурен за ползване в публични мрежи, поради липсата на криптиране. Затова той обикновено са замества от SSH базирания scp.